# Jennifer Uchendu
Jennifer Uchendu é uma ecofeminista nigeriana e defensora do desenvolvimento sustentável. Ela é a fundadora de uma plataforma online que torna a sustentabilidade viável e interessante para jovens nigerianos através de uma empresa social chamada SustyVibes.

## Advocacia
Em 2016, Uchendu fundou a SustyVibes, uma empresa social que torna a sustentabilidade viável e interessante para jovens na Nigéria através de projectos, produtos e políticas. A SustyVibes nasceu da necessidade de criar uma plataforma onde os jovens nigerianos possam contribuir para os Objectivos de Desenvolvimento Sustentável patravés de ferramentas pop-culturais como música, fotografia, filmes, turismo, etc.
SustyVibes é uma combinação de "Sustentável" e "Vibes" que busca tornar o desenvolvimento sustentável um engajamento interessante para os jovens a partir de uma plataforma online onde todos podem aprender sobre a sustentabilidade na Nigéria.
Desde o início, a organização já instruiu mais de 2000 alunos de diferentes escolas e tem uma rede de mais de 200 voluntários na Nigéria. A SustyVibes organizou um workshop de um dia sobre "Juventude Liderando Sustentabilidade" durante o Dia Internacional da Juventude em Rivers State, em 2016.

## Prémios e reconhecimentos
- 2023 - 100 mulheres mais inspiradoras do mundo pela BBC[13]
- 2018 - Mandela Washington Fellowship 2018[14]
- 2017 - Vencedor do SME100 África de 2017, na categoria de sustentabilidade e energia[15]
- 2017 - Prémio WIMBIZ de Investimento de Impacto 2017, 2º colocado[16]